# (21408) Lyrahaas
(21408) Lyrahaas (1998 FZ64) – planetoida z pasa głównego asteroid okrążająca Słońce w ciągu 3,4 lat w średniej odległości 2,26 j.a. Odkryta 20 marca 1998 roku.